# Попове (Миргородський район)
Попо́ве — село Миргородського району Полтавської області. Населення станом на 2001 рік становило 439 осіб. Входить до складу Білоцерківської сільської громади.

## Географія
Село Попове знаходиться на відстані до 2 км від сіл Рокита, Шпирни, Корнієнки та Мостовівщина. По селу протікає пересихаючий струмок із загатою. Поруч проходить автомобільна дорога Т 1717.
Віддаль до селища Велика Багачка — 31 км. Найближча залізнична станція Сагайдак — за 39 км.

## Історія
Село Попове виникло в першій половині XIX ст. як хутір Родионівської волості Хорольського повіту Полтавської губернії.
За переписом 1859 року у власницькому селі Попова Родионівської волості Хорольського повіту Полтавської губернії було 29 дворів, 159 жителів.
На карті 1869 року поселення було позначене як село Попівка.
За переписом 1900 року село Попова Родионівської волості Хорольського повіту Полтавської губернії був центром Попівської селянської громади. Він мав 55 дворів, 308 жителів, діяла земська школа.
У 1912 році в селі Попівка було 385 жителів, діяла земська школа.
У січні 1918 року в селі розпочалась радянська окупація.
У березні 1923 було утворено Радивонівський район у складі трьох волостей; Попове увійшло до цього району. Згодом село увійшло до Великобагачанського району.
Станом на 1 лютого 1925 року Попове було центром Попівської сільської ради Остапівського району Лубенської округи.
У 1932–1933 роках внаслідок Голодомору, проведеного радянським урядом, у селі загинуло 149 мешканців.
З 14 вересня 1941 по 23 вересня 1943 року Попове було окуповане німецько-фашистськими військами.
Село входило до Корнієнківської сільської ради Великобагачанського району.
13 жовтня 2016 року шляхом об'єднання Корнієнківської та Рокитянської сільських рад Великобагачанського району була утворена Рокитянська сільська об'єднана територіальна громада з адміністративним центром у с. Рокита.

## Економіка
- ПАФ «Агроінвест»

## Політика

### Парламентські вибори, 2019
На позачергових парламентських виборах 2019 року у селі функціонувала окрема виборча дільниця № 530018, розташована у приміщенні клубу.
Результати
- зареєстровано 297 виборців, явка 68,35%, найбільше голосів віддано за «Слугу народу» — 55,05%, за Всеукраїнське об'єднання «Батьківщина» — 11,11%, за Радикальну партію Олега Ляшка — 9,60%.[2] В одномандатному окрузі найбільше голосів отримала Анастасія Ляшенко (Слуга народу) — 22,22%, за Костянтина Іщейкіна (самовисування) — 20,71%, за Фахраддіна Мухтарова (самовисування) — 15,66%[3].

## Об'єкти соціальної сфери
- Попівська загальноосвітня школа І-ІІ ступенів
- Будинок культури
- Бібліотека

## Пам'ятки історії
- Поблизу села знаходиться курган ІІ-І тис. до н. е., доба бронзи — рання залізна доба